# ドミトリー・ボルトニャンスキー
ドミトリー・ステパーノヴィチ・ボルトニャンスキー（ロシア語: Дми́трий Степа́нович Бортня́нский、1751年10月28日 - 1825年10月10日）は、ロシア帝国で活躍したウクライナ人の作曲家。ウクライナ・ロシアのクラシック音楽の開祖。ウクライナ語名はドムィトロー・ステパーノヴィチ・ボルトニャーンシクィイ（Дмитро́ Степа́нович Бортня́нський）。

## 概要
1751年、ヘーチマン国家・フルーヒウ市のウクライナ人聖職者の家に生まれる。7歳のときにロシア帝国のサンクトペテルブルクの宗務局宮廷礼拝堂に送られる。同地でイタリア人の宮廷楽長で、1765年から1768年まで宗務局礼拝堂の指揮者であった、バルダッサーレ・ガルッピに音楽を学ぶ。宮廷で教育を受けたため、母語のウクライナ語やロシア語のほか、イタリア語、フランス語、ドイツ語にも堪能であった。1769年にボルトニャンスキーはガルッピを追ってイタリア入りし、オペラ創作を学ぶ。同地でオペラ作曲家としてかなりの成功を重ね、《クレオンテ Creonte 》（初演：ヴェネツィア、1776年）や《5人目のファビウス Quinto Fabio 》（初演：モデナ、1778年）、《アルチーデ Alcide》（初演：ヴェネツィア、1778年）などの歌劇が上演された。1779年にサンクトペテルブルクに戻り、1779年に生粋のロシア帝国出身者として初めて宮廷楽長職に採用された。サンクトペテルブルクでは少なくとも4度、フランス語オペラを作曲しており、クラヴサンのためのソナタや室内楽曲も作曲した。
しかしボルトニャンスキーの歴史的重要性は、40曲以上にのぼる合唱聖歌コンチェルトの作曲家としてである。ボルトニャンスキーがロシア正教会のために作曲したロシア語の奉神礼音楽は、同時代の西欧の機能和声法に基づく調性音楽と、西欧に伝統的な対位法、ヴェネツィア楽派の伝統である分割合唱様式を取り入れている。このため、正教会の伝統に立つ向きからは、ボルトニャンスキーの作風はあまり評価されなかったが、しかしながら同時代では人気があり、いくつかの宗教曲はアトス山においてもロシア人修道士により朗々と歌われたといわれている。
ただし、これは当時のほとんどのロシアの音楽家に言えることではあるが、極端な西欧化によりロシアの伝統音楽を卑下した、という批判もあり、伊福部昭は伝統音楽を擁護する立場から、ボルトニャンスキーの聖歌を「安価にして軽薄なイタリアまがい」とまで酷評している。
ボルトニャンスキーの奉神礼音楽は1882年になってチャイコフスキーにより校訂され、10巻の曲集として出版された。チャイコフスキーの序曲『1812年』の序奏は、ボルトニャンスキーの合唱聖歌コンチェルトの一つから旋律が取られている。
ボルトニャンスキーはペテルブルクで逝去し、同地のアレクサンドル・ネフスキー修道院に埋葬された。
ボルトニャンスキーが作曲した讃美歌『コリ・スラーヴェン』（Коль славен）は、1917年のロシア革命になるまで、モスクワのクレムリンのカリヨンによって、毎日正午に演奏された。『コリ・スラーヴェン』の旋律はフリーメイソン会員の間で親しまれ、英語圏では「ロシア」「セイント・ピーターズバーグ」「ウェルズ」 (Wells) の名で、ドイツ語圏ではゲルハルト・テルシュテーゲンの歌詞付けによる合唱曲や軍歌「偉大な軍楽儀礼」 (Großer Zapfenstreich) として、知られていた。
日本では、日本ハリストス正教会に所属する教会のいくつかでボルトニャンスキーの奉神礼曲「ヘルヴィムの歌」がしばしば歌われ、親しまれている。